# Pteris satsumana
Pteris satsumana är en kantbräkenväxtart som beskrevs av Kurata. Pteris satsumana ingår i släktet Pteris och familjen Pteridaceae. Inga underarter finns listade.